# EyePet
EyePet è un videogioco per PlayStation 3 e PlayStation Portable, sviluppato da London Studio e dalla Playlogic Game Factory.  La versione per PlayStation 3 è stata messa in commercio negli Stati Uniti il 7 settembre 2009, in Europa il 23 ottobre 2009, in Australia il 27 ottobre 2009 e in Giappone il 21 ottobre 2009; successivamente sono uscite anche le versioni per il PlayStation Move (5 settembre 2010 nel Nord America, 17 settembre 2010 in Europa) e per la console portatile PSP (2 novembre 2010 nel Nord America, 4 novembre 2010 in Australia, 5 novembre 2010 in Europa).
Il titolo EyePet deriva dal nome della webcam della PlayStation 3, detta PSEye, e dal termine inglese pet che indica un animale domestico.

## Trama
All'inizio del gioco un dottore regala al giocatore un uovo, che deve essere riscaldato affinché si possa schiudere tramite il tocco virtuale della mano e l'uso della carta magica, che nello schermo assume le sembianze di una stufa. Dall'uovo nasce un cucciolo, inizialmente con pelliccia marrone che potrà essere modificata in seguito. Il giocatore può scegliere il nome dell'animaletto.

## Modalità di gioco
L'obiettivo del gioco è interagire con un cucciolo virtuale simile a una scimmietta sfruttando la tecnologia della realtà aumentata: un simbolo stampato su una carta permette un'interazione tra ambiente reale e virtuale. Il giocatore deve porre la webcam della PlayStation 3 di fronte a sé, in modo da vedere se stesso nello schermo collegato alla console. Nella confezione del videogioco è inclusa una carta (detta "Carta Magica") raffigurante un simbolo (l'impronta della zampa dell'animaletto) che viene rilevato dalla webcam. Una volta avvenuto il rilevamento, la carta si trasforma virtualmente in vari oggetti che vengono mostrati sullo schermo e permettono attività come richiamare il cucciolo, lavarlo, nutrirlo, farlo giocare. Si può interagire con il cucciolo anche facendo a meno della carta magica: la realtà aumentata consente al giocatore di accarezzare il cucciolo (in modo che la sua mano sembri toccare il cucciolo nello schermo), che è sensibile al tocco (virtuale) e pertanto reagisce muovendosi. La realtà aumentata fa in modo che il cucciolo sia sensibile ai rumori e possa disegnare: quest'attività prevede che il giocatore disegni con tratti marcati su un foglio delle sagome semplici e facilmente identificabili. I disegni devono essere posti di fronte alla webcam, che permette il riconoscimento delle sagome. Il cucciolo è in grado di riprodurre con una matita il disegno fatto dal giocatore. Alcuni di questi disegni (preconfigurati) possono letteralmente staccarsi dal foglio da disegno del cucciolo, diventare giocattoli veri con cui il cucciolo può interagire e che possono essere mossi dal giocatore usando un controller.
Anche la versione per PSP prevede l'uso di una carta magica e della telecamera apposita per questa console portatile.
L'obiettivo del gioco è completare il "Pet Programme", ovvero le tre sfide di ogni giornata (in tutto sono 15 giornate) totalizzando un punteggio che conferisce una medaglia di bronzo, argento o oro. Ogni medaglia permette di sbloccare un abito per il cucciolo o un nuovo materiale per costruire i suoi giocattoli. Le sfide consistono in giochi di ogni tipo da fare in compagnia del cucciolo, talvolta usando dei giocattoli o degli attrezzi ginnici virtuali.
L'animaletto è personalizzabile: il giocatore può colorare e acconciare la sua pelliccia e fare indossare al cucciolo dei vestiti. Alcuni contenuti per personalizzare possono essere scaricati dal PlayStation Network.
Il giocatore deve inoltre soddisfare le necessità del cucciolo quali la fame, il bisogno di affetto, la voglia di fare ginnastica e l'igiene. I rapporti delle visite mediche del cucciolo possono essere spediti quotidianamente al medico che ha donato l'uovo e, se sono soddisfacenti, il cucciolo riceve un piccolo premio. La visita si effettua usando la carta magica come una sorta di scanner virtuale che esamina la salute del cucciolo. La soddisfazione dei bisogni del cucciolo si abbassa anche se il giocatore spegne la console e non accede al gioco per lungo tempo: accedendo al gioco, il cucciolo si presenta triste, affamato, fuori forma e sporco, ma non può morire.

### Attività
- Il cucciolo dispone di un kit da giardino con cui si possono coltivare fiori e piante da frutto, usando la carta magica . I semi disponibili sono di lampone, mirtillo, fragola, limone, mandarino, cactus, rosa, girasole, tulipano, dionea pigliamosche.[4]
- Per nutrire il cucciolo, la Carta Magica si trasforma virtualmente in un contenitore per biscotti. I biscotti vengono prelevati da un distributore virtuale e possono essere depositati in una scodella, ma l'animaletto li mangia anche se fuori da essa e smette soltanto quando si sente totalmente sazio. Inizialmente esiste un solo tipo di biscotti; gli altri possono essere sbloccati raccogliendo i frutti delle piantine coltivate con il cucciolo e usandoli come ingredienti, ottenendo così nuovi tipi di biscotti.[5] I biscotti ottenibili sono ai gusti limone, mandarino, lampone, mirtillo, fragola più un tipo speciale sbloccabile con una sfida.[6]
- Per lavare il cucciolo, la carta magica posta di fronte alla webcam si trasforma virtualmente in doccia, shampoo e phon.
- Il cucciolo si sente coccolato e in forma se il giocatore si prende cura di lui. I giocattoli di cui dispone il cucciolo per cui è necessaria la carta magica sono: il trampolino, il bowling, la "Scimmiabolle" (una scimmia giocattolo che crea delle bolle di sapone), il tennis, il tapis roulant, il "carte Snap!" (un gioco di carte da fare con il cucciolo), il kit canoro (con cui il cucciolo può imparare delle brevi canzoni).
- Il cucciolo è in grado di pescare in un laghetto con un kit da pesca, e i pesci possono essere trasferiti in un acquario. Esistono molte specie diverse nel gioco: il pesce angelo, il pesce farfalla, il pesce pagliaccio, la limanda, il pesce palla, lo squalo martello, il pesce falco, il marlin, il pesce pappagallo, il piranha, il Gramma loreto, il pesce chirurgo, il labride, il pesce chirurgo giallo e la manta.[7]
- I disegni riprodotti dal cucciolo su un album da disegno virtuale in grado di animarsi sono l'aereo, l'automobile, il robot, la marionetta e il palloncino.

## Sequel
Sono usciti due seguiti nel 2011, EyePet e i suoi amici per PlayStation 3 e EyePet Adventures per PSP.
Nel primo il giocatore può prendersi cura di due cuccioli usando due controller di movimento Move. È disponibile un "Centro Creatività" dove creare giocattoli e vestiti o personalizzare l'interfaccia di gioco.